# Byzantine and Modern Greek Studies
Byzantine and Modern Greek Studies (BMGS) és una revista científica britànica reconeguda internacionalment que publica articles sobre temes d'estudis romans d'Orient i de la Grècia moderna; és a dir, sobre la llengua, la literatura, la història i l'arqueologia del món grec postclàssic, de l'antiguitat tardana fins a l'actualitat. A més a més, fa ressenyes de llibres recents que siguin importants per a aquests estudis. El Centre d'Estudis Bizantins, Otomans i Grecs Moderns de la Universitat de Birmingham publica la revista dues vegades a l'any des del 1975. També presenta articles d'història otomana o turca que es relacionin amb els seus principals camps d'activitat.